# 하미다시 크리에이티브
하미다시 크리에이티브(Hamidashi Creative, 일본어: ハミダシクリエイティブ)는 공식적으로 하미크리(ハミクリ)로 약칭되어 마도소프트가 개발하고 2020년 9월 25일 윈도우용으로 출시된 일본의 성인용 비주얼 노벨이다. 나중에 2021년 6월 플레이스테이션 4와 닌텐도 스위치로 포팅되었다. 하미다시 크리에이티브 토츠라는 제목의 비주얼 노벨의 속편이 2022년 11월에 출시되었다. 하야부사 필름이 제작한 단편 애니메이션 TV 시리즈 각색이 2024년 10월에 첫 방송될 예정이다.

## 등장인물
- 이즈미 토모히로(和泉智宏)
- 이즈미 히요리(和泉妃愛)
  - 성우 : 토다 메구미
- 토키와 카노(常磐華乃)
  - 성우 : 아사미 호토리
- 니시키 아스미(錦あすみ)
  - 성우 : 츠무기 유키노
- 가마쿠라 시오(鎌倉歌桜)
  - 성우 : 호리바 미키
- 류칸 아메리(竜閑天梨)
  - 성우 : 오카모토 리에

## 같이 보기
- 제멋대로 하이스펙